# Candidature de Coluche lors de l'élection présidentielle française de 1981
La candidature de Coluche en vue de l'élection présidentielle française de 1981 apparaît à ses débuts (il l’annonce en octobre 1980) comme une simple plaisanterie. Elle est cependant prise au sérieux au début de l'année 1981, lorsque des sondages le créditent de plus de 10 % d'intentions de vote. À partir de ce moment, diverses pressions sont exercées sur l'humoriste — incluant des menaces de mort — pour qu'il renonce à se présenter. Il retire finalement sa candidature le 16 mars 1981.

## Contexte
Engagé le 21 janvier par Radio Monte-Carlo, Coluche en est débarqué le 2 février 1980, par le directeur de la radio Michel Bassi, ex-journaliste du Figaro, qui avait été en 1976 conseiller en communication du président Valéry Giscard d'Estaing.
La décision est annoncée un lundi, après que Coluche a lâché le vendredi précédent « Bonjour. Nous sommes en direct du rocher aux putes » (faisant référence au rocher de Monaco), suscitant un courrier abondant des auditeurs de la radio.
Michel Bassi, directeur de la station, lui avait expliqué à son embauche qu'il n'y avait que deux interdictions : « ne pas parler de Dieu, puisque le catholicisme est religion d'Etat, ni de la famille princière ». Par ailleurs, le fait qu'il parle de ses seins à l'animatrice en face de lui, « fait désordre ». Coluche avait déjà subi les mêmes déboires à Europe 1, en 1979, selon Le Monde.
RMC précise alors que la promotion de la tournée de Coluche continue d'être assurée sur la radio, qui précise que son assistant, sera dédommagé pour la durée du contrat même s'il n'a été passé qu'oralement. De son côté, Coluche reconnait « que pour l'image de marque j'suis pas terrible » et qu'il a pu dire ce qu'il voulait.
Selon les propos de Romain Goupil dans Le Monde quatre décennies plus tard, c'est lui qui aurait alors convaincu Coluche de se présenter à la présidentielle à ce moment-là, « pour dénoncer la farce électorale », mais le livre de Frank Tenaille qui évoque sa rencontre avec Coluche n'en parle pas. Selon le mémoire de fin d’études d'un étudiant en sciences politiques à l'IEP de Lyon, il est « difficile de savoir comment l’idée de se présenter à cette élection est née, il y a débat ».
Coluche était un ami intime et de longue date de Maurice Najman , qui était là le soir où l'idée de la candidature est arrivée. Il est son ami via sa femme Véronique qu'il a connue aux comités d'action lycéen , dont celle-ci est membre,, en terminale au Lycée Rodin, rue Corvisart à Paris, dans le 13e arrondissement, avant d'aller étudier la psychologie à Censier. Dès 1969, Véronique est journaliste pigiste aux services culture du Figaro et du quotidien Combat pour qui elle fait un reportage sur le Café de la Gare, qui vient d'ouvrir avec Romain Bouteille et Coluche, avant de revenir, danser avec lui, et être séduite. Véronique continue à écrire pour Combat sur des sujets sociaux aussi, comme les immigrants portugais de la banlieue, les 21 et 22 février 1970.
Maurice Najman a ramené, un soir, à la maison de Coluche, rue Gazan, Félix Guattari, l'homme de l'antipsychiatrie, qui va ensuite réunir un groupe d'intellectuels pour une pétition de soutien à l'humoriste. Romain Goupil se joint au groupe. Après 1981, il insistera pour que Maurice Najman joue dans son film de 1982, afin d'apporter la caution d'une célébrité de Mai 68, mais ce dernier a catégoriquement refusé.
Coluche évoque sa candidature, sous la forme d'une probabilité, en un paragraphe de trois lignes, à la 31ème ligne d'une interview le 27 mars 1980 dans les pages culture du Monde: « Je vais probablement me présenter aux élections présidentielles. Comme candidat nul, pour faire voter les non-votants. Mon argument principal sera ne pas être élu ». L'information n'est reprise ni dans le titre ni dans le résumé de l'article. Le journaliste culture, Claude Fléoutier, précise que « pour la première fois dans le marché du disque, un comique « vend » des albums : Les Interdits de Coluche a atteint aujourd'hui 430 000 exemplaires ». L'interview commence par une réponse à Louis Pauwels, « qui a eu la gentillesse, la grâce d'écrire sur moi un article injurieux, m'a fait une publicité monstrueuse », dans le Figaro Magazine dit Coluche. L'humoriste évoque aussi les articles de presse sur le passé du probable candidat communiste à la prochaine présidentielle : « Georges Marchais commence à me passionner parce qu'il est le seul à avoir été prisonnier huit ans alors que la guerre n'a duré que cinq ans. En plus, il est revenu de Moscou. Il s'est fait engueuler ».

### Avant l'annonce
Son assistant technique pour l'émission de RMC, Romain Goupil, qui avait filmé la campagne présidentielle d’Alain Krivine en 1969, lui suggère de se présenter à l'élection présidentielle française de 1981 afin que personne ne puisse le censurer. Initialement, selon Goupil, « c’était une farce, une énorme farce ». Pendant plusieurs mois, avec Romain Goupil et son régisseur et factotum Jean-Michel Vaguelsy, il prépare son programme[réf. souhaitée].

## La campagne

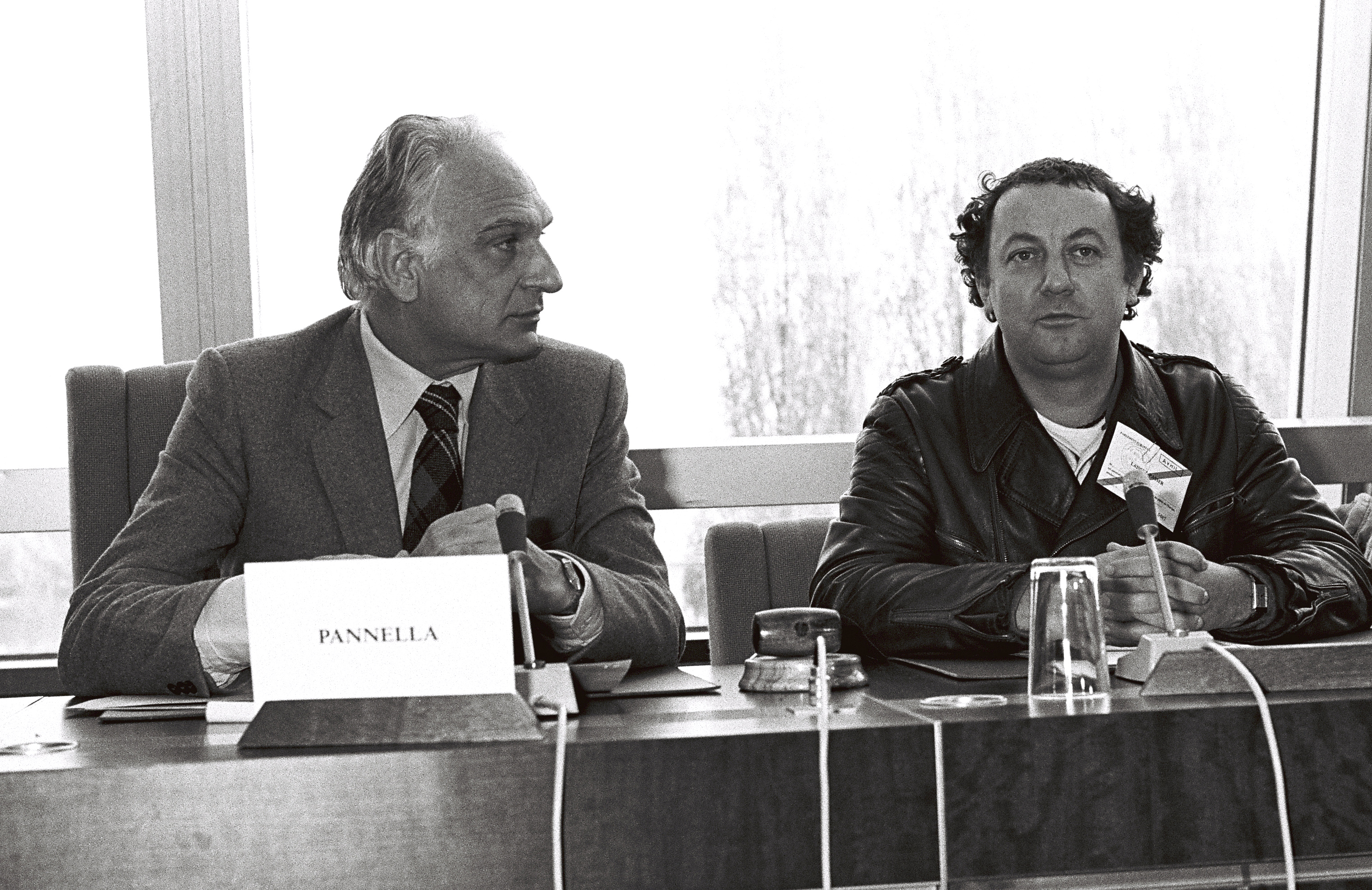
Le député européen Marco Pannella et Coluche le 1 avril 1981 au Parlement européen de Strasbourg.

### Lancement
Revêtu d'une veste queue-de-pie sur sa salopette et d'une écharpe tricolore, sa déclaration de candidature « bleu-blanc-merde » traduit le ton qu'il veut donner à cette campagne, « grossier, subversif, drôle, potache ». Quelques heures avant la conférence de presse, il publie sa profession de foi dans une affiche,, réplique de celle de l'appel du 18 juin, et qui est imprimée et diffusée dans Charlie Hebdo. Il la lit lors de sa conférence de presse : 

« J'appelle les fainéants, les crasseux, les drogués, les alcooliques, les pédés, les femmes, les parasites, les jeunes, les vieux, les artistes, les taulards, les gouines, les apprentis, les Noirs, les piétons, les Arabes, les Français, les chevelus, les fous, les travestis, les anciens communistes, les abstentionnistes convaincus, tous ceux qui ne comptent pas pour les hommes politiques à voter pour moi, à s'inscrire dans leurs mairies et à colporter la nouvelle.
Tous ensemble pour leur foutre au cul avec Coluche.
Le seul candidat qui n'a aucune raison de vous mentir ! »

Il lance également son slogan de campagne : « Jusqu’à présent la France est coupée en deux, avec moi elle sera pliée en quatre ! ».
Coluche se jette dans la campagne avec ardeur, bientôt soutenu par son manager Paul Lederman sous la bannière de la dérision et patronné par Cavanna en tête et l'équipe d'Hara-Kiri (dont Gébé).
Il sera le « candidat nul », avec pour tout programme « d'emmerder la droite jusqu’à la gauche ».
Au début, beaucoup croient au canular et au coup médiatique. Coluche s'étant pris ensuite au sérieux, sa candidature se transforme d'un canular en bouffonnerie qui conteste le système établi, prenant une teinte populiste : « un pour tous, tous pourris », « voter pour moi, c'est voter contre la politique » proclame-t-il.

### Les sondages
L'humoriste pourrait avoir 10 % des intentions de vote dans un « sondage-test » de la Sofres, non diffusé, selon une rumeur surgie dès la mi-novembre, juste après le lancement de sa candidature. Ceci amène Le Nouvel Observateur à sonder ses propres lecteurs lors d'un numéro consacré à « La France de Coluche » avec une interview et un sondage téléphonique suivant lequel 48 % des 500 lecteurs interrogés le trouvent sympathique et 27 % sont disposés à voter pour lui au premier tour, selon une brève reprenant ce panel dans Le Monde du 16 novembre 1980.
Le premier « vrai » sondage donne au comédien 10 à 12,5 % des intentions de vote. Il est paru le 2 décembre 1980 dans le Quotidien de Paris, quotidien de la droite libérale dirigé à cette époque par Philippe Tesson.
Les sondages sont souvent commandés par les grands hebdos mais aussi commentés dans les quotidiens, avec au total une vingtaine d’articles se répartissant pour moitié entre presse quotidienne et la presse hebdomadaire. Le Figaro et L’Humanité ne commenteront aucun de ces sondages, Le Matin y consacre quatre articles, Libération trois et Le Monde deux.
Plusieurs autres sondages le placent quasiment en troisième position, avec 10 à 12 % d'intentions de vote. Ainsi le sondage présidentiel Ifop-Le Point réalisé du 26 décembre 1980 au 2 janvier 1981 donne : Valéry Giscard d'Estaing 32 % ; François Mitterrand 18 % ; Georges Marchais 14,5 % ; Coluche 11 % ; Jacques Chirac 8 % ; Michel Debré 7 % ; Brice Lalonde 3,5 %.
Interrogé par Libération, Bernard Pons, président du Rassemblement pour la République, le parti de Jacques Chirac, estimera dès les premières rumeurs, alors diffusées par la presse fin novembre, qu'« un sondage sur Coluche n’a aucune signification politique ». Le Figaro commande des sondages sur l'élection mais sans jamais, pour aucune de ces études, inclure la possibilité de la présence de Coluche au premier tour. 
Parmi les hebdomadaires, L'Express et Le Point incluent Coluche dans leur sondage respectivement jusqu’au 24 janvier et au 16 février, dans lesquels il baisse, à respectivement 5 % et 6,5 % des intentions de vote. Le Matin est alors le seul quotidien qui continue à analyser ces enquêtes d’opinions, tout en expliquant qu'il est extrêmement difficile de mesurer l’impact du « candidat-nul »Libération et Le Monde ayant abandonné, tout comme l'hebdomadaire Le Nouvel Observateur.
Le Matin avait été le premier, au début de sa candidature, à commander une enquête à la Sofres montrant que 49 % trouvent Coluche sympathique mais que 20 % seulement approuvent sa candidature.

### Les soutiens
Des ralliements hétéroclites soutiennent le candidat Coluche : des artistes comme Eddy Mitchell ou Michel Sardou, du poujadiste Gérard Nicoud, leader de la CIDUNATI, au comité d'intellectuels conduit par Félix Guattari, avec parmi eux des sociologues et philosophes reconnus comme Pierre Bourdieu, Gilles Deleuze et Alain Touraine,,.

### La réunion du 3 décembre
Le 3 décembre 1980, la trentaine d'intellectuels qui ont signé à la mi-novembre un appel pour Coluche, sont réunis au café littéraire parisien Le Procope, pour longuement se demander « si Coluche devait servir à quelque chose d'autre qu'à rire ».
Une militante féministe lui reproche lors de cette réunion une blague injurieuse à caractère sexuel contre la candidate de droite Marie-France Garaud, qui a amené Libération à supprimer sa chronique quotidienne, le 24 novembre. Le Monde, qui raconte la réunion du 3 décembre une semaine après, précise que travaillent avec lui ses amis du show-business et du journalisme, « à Libération notamment », ainsi que « son producteur, qui règne sur les relations avec la presse », son secrétaire-chauffeur, un cinéaste qui réalisait ses émissions à RMC et « tourne un court métrage sur sa campagne ».
Un sondage Indice Opinion dans le Quotidien de Paris vient de donner à Coluche, toujours soutenu par Gérard Nicoud, de 10 à 12,5 %et la réunion du 3 décembre a souhaité finalement poursuivre le soutien, mais qu'il axe sa campagne sur des thèmes tels que les prisons, la garde à vue, la police, ou l'armée, pour les dénoncer et « d'une manière plus argumentée » mais toujours drôle. Coluche avait déjà donné quelques jours plus tôt une interview au numéro 2 du mensuel Le Soldat, dans laquelle il réclame la suppression du service militaire, afin de « payer des études à chacun et en échange, ceux à qui on a payé des études devraient un an de travail utile à la communauté ».

### Le soutien du CIDUNATI et la question des parrainages
Gérard Nicoud lui avait déclaré son soutien dès le 10 novembre 1980. Il l'annonce lors de la passation de pouvoir à Pierre Forestier devant le congrès annuel du CIDUNATI, couvert par le journal Le Monde : « Si Coluche a besoin de cinq cents signatures, nous les fournirons », soit les 500 parrainages exigés par la constitution pour être officiellement candidat. Selon la version de Romain Goupil en février 2020, ce serait après le sondage du 14 décembre donnant un potentiel de 16 % à Coluche que Nicoud serait venu négocier son soutien en disant « J'ai 3 000 maires dans ma poche ».
À la mi-novembre les journaux avaient analysé ce soutien comme utile, parfois avec humour comme la phrase restée célèbre du journaliste Guy Sitbon dans le Nouvel Observateur, du 17 novembre : « Guattari et Nicoud derrière Coluche : la réconciliation du hash et du beaujolais »,.
Deux mois et demi plus tard, le 22 janvier 1981, le successeur de Nicoud à la tête du CIDUNATI, Pierre Forestier a du nouveau : il dément les propos de Coluche disant compter sur le soutien du CIDUNATI pour réunir les cinq cents parrainages d'élus.
Le 9 février, Coluche annonce à une télévision anglo-saxonne avoir déjà 632 signatures et trois quotidiens en parlent, Libération, Le Matin et Le Monde. Romain Goupil expliquera en février 2020 dans une émission de Cyril Hanouna avoir annoncé à différents journaux des chiffres variables, en concertation avec Coluche, disant tantôt qu'il a 50 signatures, ou 160 ou encore 10, pour dissimuler le fait que l'humoriste n'en avait qu'une seule. Jean-Michel Vaguelsy estimera de son côté en 2005, qu'il n'avait obtenu qu'une quinzaine de promesses de signatures.
Selon Romain Goupil, c'est un désaccord avec Coluche sur son rapprochement avec Gérard Nicoud fondateur et président du CIDUNATI, jugé poujadiste,, qui occasionne son départ de la campagne Coluche par une lettre datée du 22 mars 1981, dévoilée trente ans après.
Coluche avait en fait déjà expliqué le 16 mars 1981 son retrait, un mois avant le premier tour et après quatre mois de candidature. Un télégramme de son producteur Paul Lederman avait annoncé la nouvelle dès le 15 mars.
Le lendemain Coluche l'explique dans un article du premier numéro d'un nouveau quotidien Charlie Matin, concocté par l’équipe de Charlie Hebdo : « Je préfère que ma candidature s'arrête parce qu'elle commence à me gonfler ».

## Réaction des milieux politiques

### Approche par les partis politiques
Différentes versions, données à différentes époques, existent sur les approches tentées avec plus ou moins de motivation par les différents partis politiques pour tenter de décourager Coluche de maintenir sa candidature.
Jean-Pierre Soisson, l'émissaire de Valéry Giscard d'Estaing, est également chargé de le dissuader, en vain. Le président de la République est en effet sur la défensive depuis l'affaire des diamants révélée par Le Canard enchaîné en 1979, largement dénoncée par la presse et l'opposition. 
François Mitterrand, le candidat du Parti socialiste à cette présidentielle de 1981 l'avait été aussi à celles de 1965 et 1974 mais en tant que candidat unique de la gauche, soutenu dès le premier tour par le Parti communiste, ce qui lui avait permis de dépasser 40 % dès le premier tour. Lors de l'élection de 1981, la gauche est divisée et le risque que Coluche l'empêche d'atteindre le second tour est faible mais néanmoins significatif, alors que les sondages donnent Mitterrand gagnant au second tour à partir de février. 
Autre point susceptible d'inquiéter Mitterrand, qui affectait d'être amusé par la candidature de l'humoriste, Michel Rocard, principal rival au sein du PS avait eu droit le 19 octobre à la première page du Nouvel observateur, en pleine semaine, semaine où Mitterrand avait déclaré sa candidature et la veille du communiqué annonçant celle de Coluche qui avait ensuite eu à son tour la première page de l'hebdomadaire très peu après, le 8 novembre 1980.
Deux émissaires du Parti socialiste, Gérard Colé et Jean Glavany, sont chargés de persuader Coluche d'abandonner sa candidature, selon des archives des renseignements généraux consultés en 2000 par un journaliste d'investigation indépendant qui a travaillé pour l'hebdomadaire L'Événement du jeudi, puis pour L'Express.
Jacques Attali, qui en 1980 était déjà proche conseiller de François Mitterrand, affirmera un quart de siècle après les faits que Glavany et Colé n'avaient pas été envoyés par Mitterrand, afin de donner une autre version, reprise deux ans plus tard dans la biographie « autorisée » que lui a consacré le journaliste Cyril Auffret : selon cette version, Attali aurait rencontré Coluche grâce à un dîner avec leurs amis communs France Gall et Michel Berger, et l'humoriste lui aurait alors assuré qu'il soutient François Mitterrand, bien qu'il « n'a pas vécu du même côté du périphérique que [lui] », Attali réussissant à le convaincre des thèmes des attaques de Coluche pour viser Giscard.

### Intimidations et attaques médiatiques
Les approches amicales pour le décourager n'ayant pas abouti, des méthodes plus radicales et illégales auraient alors été employées. Le ministre de l'Intérieur de l'époque, Christian Bonnet, donne l'ordre aux Renseignements généraux (RG) au sein du Groupe Direction, dépendant de Bonnet et de Valéry Giscard d'Estaing, d'espionner et de rechercher tous faits pouvant discréditer Coluche (archivés dans le dossier numéro 817 706).
L'Express reçoit des informations qu'il publie le 27 décembre 1980, où l'on apprend que Coluche a été condamné à 3 000 francs d'amende pour outrages à agent de la force publique.
Les choses commencent à mal tourner : le journal Minute exhume un procès-verbal relatant un larcin de Coluche quand il avait 19 ans.
Aussi, une consigne aurait été passée sur les trois chaînes de télévision française et le réseau de Radio France dont les directeurs sont tous nommés par l'exécutif : Coluche n'a pas droit de cité alors même qu'au Gymnase, le public le rappelle sur l'air de « Coluche président ».
Le lancement de sa campagne a cependant été couvert par le journal télévisé, où une interview de Coluche par Daniel Grandclément lui donne la parole pendant 5 min 30 s le 31 octobre 1980. Foulard vert et blouson de cuir beige, il répond à des questions sans complaisance ni animosité.
Il reçoit une menace de mort signée du groupe Honneur de la Police fustigeant son rôle dans Inspecteur la Bavure, le personnage de Morzini dans le film le faisant ressembler à Jacques Mesrine. Honneur de la Police avait revendiqué la mort de Pierre Goldman peu avant la réalisation de ce film en 1979,.

### La mort violente de son régisseur
Le 25 novembre 1980 à 7 h 30, René Gorlin, marié et père de deux enfants, régisseur de Coluche depuis sept ans, est retrouvé par la police, abattu de deux balles dans la nuque. 
Le commissaire chargé de l'affaire reçoit l'ordre de laisser planer l'histoire d'un meurtre douteux lié à Coluche pour sous-entendre que le meurtre était lié à sa candidature, quand bien même la police savait qu'il s'agissait d'un crime passionnel. Le journal Libération consacrera onze articles à cette affaire en une semaine.

## Abandon de la campagne
Coluche est davantage un candidat à la candidature qu'un candidat à la présidentielle, car pour pouvoir se présenter à l'élection, il lui faut réunir 500 signatures de parrainage, qu'il n'aura pas. Le 9 février, Coluche se vante auprès de la presse anglo-saxonne d'avoir recueilli 632 promesses de signatures d'élus. Romain Goupil avouera sarcastiquement qu'il n'en avait recueilli finalement qu'une ; son régisseur Jean-Michel Vaguelsy dira que Coluche n'en « a jamais eu plus de onze ».
Victime de pressions et de menaces, il annonce le 16 mars 1981 qu'il renonce à sa candidature, sans plus d'explication que « Je préfère que ma candidature s'arrête parce qu'elle commence à me gonfler » et il proclame alors son intention d'entamer une grève de la faim jusqu'à ce que cesse la censure qui le frappe à la télévision et à la radio. Il annonce cesser sa fausse grève le 29 mars 1981 après un malaise et, le 7 avril, renonce à se présenter. Il appelle à voter pour François Mitterrand qui sera élu le 10 mai 1981. Coluche est invité, le soir même, au siège du Parti socialiste, pour fêter la victoire de la gauche.

### Filmographie
- Coluche, l'histoire d'un mec racontant ces événements de 1980-1981, avec François-Xavier Demaison dans le rôle de Coluche, réalisé par Antoine de Caunes, 15 octobre 2008.

### Documentaires télévisés
- « Coluche, un clown ennemi d'État », en novembre 2011 et mars 2013 sur France 3, 56 minutes, réalisateur Jean Louis Perez.
- « Coluche président ! un candidat à abattre » dans Secrets d'actualité le 3 avril 2001 sur M6.